# Amina Marković
Amina Marković (ur. 9 maja 1996 w Nowym Jorku) – czarnogórska koszykarka występująca na pozycji silnej skrzydłowej, posiadająca także amerykańskie obywatelstwo.
16 lipca 2018 została zawodniczką Widzewa Łódź. 22 listopada opuściła klub.
Na początku października 2018 została powołana do kadry Czarnogóry.

## Osiągnięcia
Stan na 22 listopada 2018, na podstawie, o ile nie zaznaczono inaczej.
NCAA
- Zaliczona do II składu konferencji Northeast (2017, 2018)